# Coleophora dianthivora
Coleophora dianthivora é uma espécie de mariposa do gênero Coleophora pertencente à família Coleophoridae.